# 伊集院浩
伊集院 浩（いじゅういん ひろし、1907年6月14日 - 1963年2月20日）は、元毎日新聞社記者、元プロレス解説者、元ラグビー選手（日本代表キャップ2）。

## 来歴
鹿児島県出身。歌手だった住江みちるの叔父にあたる人物である。
旧制・順天中学を経て、明治大学（以下、明大）に進む。明大ではラグビー部で活動。ポジションはプロップ(PR)。1931年度の東西学生ラグビーフットボール対抗王座決定戦において、京都帝国大学を下して明大は初の全国制覇を達成したが、そのときのメンバーである。また、日本代表選手として、1932年のカナダ代表来日試合に2試合とも出場。
卒業後、毎日新聞に入社。長らく同社の運動部記者として勤務。後に同社同部の部長となった。第二次世界大戦後、香山蕃、難波経一らと共に東京ラグビー場（現・秩父宮ラグビー場）建設に尽力。さらに日本プロレスが設立されると、毎日新聞がその後援会社となったため、プロレス中継の解説者として起用されることになった。その縁もあり、後に日本プロレスの看板レスラーである力道山から、ボクシングジムを開設するため、その会長になってもらえないかと『平身低頭』に打診を受けたため、当時55歳だった毎日新聞の定年を半年繰り上げて退社し、会長に就任した。
ところが会長就任後、力道山は態度を翻し、当人をぞんざいに扱うようになったため、会長とは名ばかりの肩書にすぎなくなった。そうした扱いに対する鬱積が原因となり、1963年2月20日、東京・東中野の自宅の都営アパートで割腹自殺を遂げた。なお、傍らには力道山宛の遺書も残されていた。